# Mitsuhiro Sasakawa
Mitsuhiro Sasakawa (japanska: 笹川 満広, Sasagawa Mitsuhiro), född 1926, är en japansk entomolog.

## Publikationer (i urval)
- Sasakawa, M. 1963. A revision of Polynesian Agromyzidae (Diptera). Pacific Insects 5(3): 489–506.
- Sasakawa, M. 1992. Lauxaniidae (Diptera) of Malaysia (Part 2): a revision of Homoneura van der Wulp. Insecta Matsumurana NS 46: 133–210
- Sasakawa, M. & Fukuhara, N. 1965. A new mulberry leaf-miner in Japan (Diptera: Agromyzidae). Japanese Journal of Applied Entomology and Zoology 9(2): 121–124.
- Sasakawa, M. & Kozánek, M. 1995. Five new species of subgenus Plesiominettia (Diptera, Lauxaniidae, Minettia) in southern China, with a key to known species. Japanese Journal of Entomology 63(2): 323-332.
- Sasakawa, M. 1998: Agromyzidae (Diptera) in Insect Museum, National Institute of Agro-Environmental Sciences, with the description of seven new species. Bulletin of the National Institute of Agro-Environmental Sciences, (16): 1-17.
- Sasakawa, M. 2007: Agromyzidae (Diptera) of Nepal. Part 3. Scientific reports of Kyoto Prefectural University Human Environment and Agriculture 59: 35-42.
- Sasakawa, M. 2008. Agromyzidae (Diptera) in Viet Nam - 2. Japanese Journal of Systematic Entomology 14(1): 71–76.
- Sasakawa, M. 2009. Insects of Micronesia, Volume 14, no. 9 Diptera: Lauxaniidae. Micronesica 41(1): 33–57.